# Counter-Strike: Global Offensive
Counter-Strike: Global Offensive (известна още като CS:GO или CSGO) е четвъртата част от поредицата Counter-Strike на Valve, която използва Source. Тя излиза официално на 21 август 2012 г. и е налична за PC, Mac и Linux. Проектирана е така, че да се хареса както на нормални и професионални играчи. Понастоящем CS:GO е преведена на 28 езика, като българският е един от тях. На 22 март 2023 г., Valve обявиха затворена бета на новата игра в поредицата, Counter-Strike 2. На 27 септември, новата игра замести Global Offensive в Steam.

## Разработка и издаване
Counter-Strike: Global Offensive първоначално е разработена от Hidden Path Entertainment и е трябвало да бъде порт на Counter Strike: Source за игрови конзоли. По време на развитието Valve са видели потенциала Global Offensive да стане следващата инсталация на поредицата. Започва да се работи върху играта през март 2010 г. и е обявена на 12 август 2011 г. Затворената бета започна на 30 ноември, като достъп е даден на около 10 000 хора, получили ключ на събитие, посветено за демонстриране на играта. По-късно, повече хора са получили достъп. Оригинално е обещан междуплатформен онлайн мултиплейър, но е отказан, за да могат да се актуализират версиите за PC и Mac. Играта излиза на 21 август 2012 г. за всички платформи освен Linux, на който играта не се е издала чак до 23 септември 2014 г. След излизането на играта Valve отстраняват Hidden Path и започват сами да работят върху нея.

### Актуализации след издаване
След първоначалното издание на CS:GO играта е получила безбройни актуализации, малки и големи, добавяйки нови оръжия, функции, карти и оправяне на бъгове.

#### Arms Deal Update
На 14 август 2013 г. излиза ъпдейт наречен ''Arms Deal Update'', който включва козметични покривки за оръжия, наречени ''скинове'', две нови оръжия; M4A1-S и USP-S и нови ножове. Така наречените ''скинове'' главно се вземат чрез кутии, които се получават след завършване на игра в официали сървъри на Valve. Кутиите се отварят чрез ключ, който струва около 2 евро. Получените артикули могат да се продадат в Steam Marketplace. През годините се добавят нови кутии, изграждащи икономиката на играта още повече.

#### Danger Zone
На 6 декември 2018 излиза актуализация на име ''Danger Zone''. Главната част от ъпдейта е новият режим Danger Zone, който е Battle Royale с до 18 играча. CS:GO също става безплатна, добавяйки два режима за намиране на игра; Non-Prime - за тези, които не са платили за играта и Prime - за тези платили.

### Counter-Strike 2
На 22 март 2023 г., Valve обявиха затворена бета на следващата игра в поредицата, вървяща на Source 2, Counter-Strike 2. На 27 септември, новата игра замести Global Offensive в Steam, но все може да се играе чрез панелът за конфигуриране на играта. Включително, сървърите на забравената Xbox 360 версия на играта все още работят, позволявайки да се играе с други хора онлайн.